# 加美警察署
加美警察署（かみけいさつしょ）は、宮城県警察が管轄する警察署のひとつである。

## 所在地
- 宮城県加美郡加美町字町裏103番地1

## 管轄区域
- 加美郡加美町、色麻町

## 沿革
- 1875年 - 古川警察署中新田駐屯署として発足。
- 1954年 - 新警察法施行により「中新田警察署」と改称。
- 2003年 - 中新田警察署から「加美警察署」に改称。

## 内部組織
- 会計課
  - 会計係

- 警務課
  - 警務係
  - 相談係
  - 被害者支援係
  - 留置管理係

- 生活安全課
  - 生活安全係

- 地域課
  - 地域係

- 刑事課
  - 捜査係
  - 鑑識係

- 交通課
  - 交通指導係
  - 交通事故捜査係

- 警備課
  - 警備係

## 交番

### 加美町
- 署所在地交番 - 宮城県加美郡加美町町裏103-1（加美警察署内）

## 駐在所

### 加美町
- 小野田駐在所 - 加美郡加美町字長檀49番地6
- 西小野田駐在所 - 加美郡加美町字味ヶ袋大善檀5番地1
- 宮崎駐在所 - 加美郡加美町宮崎字東町6番地2

### 色麻町
- 四釜駐在所 - 加美郡色麻町四釜字町86番地1
- 王城寺原駐在所 - 加美郡色麻町大字上新町170番地
- 清水駐在所 - 加美郡色麻町清水字香ノ木前25番地3